# Nudo esquimal para lanza

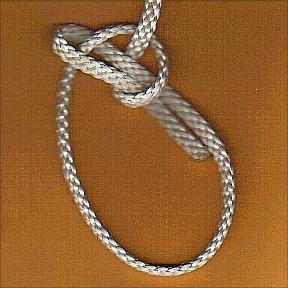
As de guía esquimal

El nudo esquimal para la lanza, lazo Sitka o as de guía esquimal es un nudo que se realiza con una lazo o coca al final de la cuerda. Mientras que el nudo as de guía común se enlazan ambos extremos de la cuerda, en el as de guía esquimal, un extremo se enlaza sobre el cuerpo de la cuerda.
Este nudo se usa cuando la amplitud de la lazada necesaria es reducida. También es un nudo muy útil en escalada ya que puede realizarse con una sola mano, permitiendo mantener un agarre con la otra.
La imagen está basada en el método descrito por Geoffrey Budworth en La enciclopedia ilustrada de nudos.